# Lamivudine/zidovudine
Lamivudine/zidovudine, được bán dưới tên thương mại là Combivir cùng một số các tên khác, là một loại thuốc dùng để điều trị HIV/AIDS. [ Dược phẩm này là sự kết hợp của hai loại thuốc kháng retrovirus là lamivudine và zidovudine. Chúng được sử dụng cùng với các thuốc kháng retrovirus khác. Thuốc được uống hai lần mỗi ngày.
Các tác dụng phụ thường gặp bao gồm nhức đầu, cảm thấy mệt mỏi, buồn nôn, tiêu chảy và sốt. Tác dụng phụ nghiêm trọng có thể có như ức chế tủy xương, tổn thương cơ, làm trầm trọng thêm bệnh viêm gan B nếu trước đó bị nhiễm bệnh, tăng lactate trong máu và phình gan. Đây có thể là một phần của phương pháp điều trị được khuyến cáo trong khi mang thai. Các loại thuốc này đều thuộc nhóm ức chế enzyme phiên mã ngược nucleoside (NRTI). Chúng hoạt động bằng cách ngăn chặn hoạt động của enzyme phiên mã ngược, mà virus cần enzyme này thì mới nhân lên được.
Lamivudine/zidovudine đã được chấp thuận cho sử dụng y tế tại Hoa Kỳ vào năm 1997. Nó nằm trong danh sách các thuốc thiết yếu của Tổ chức Y tế Thế giới, tức là nhóm các loại thuốc hiệu quả và an toàn nhất cần thiết trong một hệ thống y tế. Chúng có sẵn dưới dạng thuốc gốc. Chi phí bán buôn ở các nước đang phát triển là khoảng 6,9 đến 29,64 USD mỗi tháng. Tính đến năm 2015, chi phí cho một tháng điển hình sử dụng thuốc ở Hoa Kỳ là hơn 200 USD.